# Roberto Visentini
Roberto Visentini (* 2. června 1957) je bývalý italský profesionální silniční cyklista, jehož největším úspěchem kariéry bylo celkové vítězství na Giru d'Italia 1986. Na Giru d'Italia vyhrál soutěž mladých jezdců v roce 1978, 5 etap v letech 1983–1987 a v roce 1983 se umístil na celkovém druhém místě za Giuseppem Saronnim.

## Kariéra
Visentini se narodil v Gardone Riviera v provincii Brescia a měl úspěšnou juniorskou kariéru. V roce 1975 se stal juniorských národním šampionem a mistrem světa. V roce 1977 vyhrál amatérskou časovku na národním šampionátu.
Visentini se stal profesionálem v roce 1978. V roce 1980 vyhrál na Vueltě 2 etapy včetně prologu, po němž se stal na 5 etap lídrem závodu. Zároveň se také ten rok umístil devátý na Giru d'Italia. V roce 1983 se Visentini připojil k týmu Inoxpran a bojoval o vítězství na Giru o vítězství s Giuseppem Saronnim, ale nakonec dojel na druhém místě.

### Jezdec stáje Carrera
V roce 1984 jezdil Visentini za tým Carrera. Na Giru d'Italia se mu podařilo vyhrát etapu a držel se na pódiových příčkách až do posledních etap závodu. Tento závod byl kritizován poté, co Francouz Laurent Fignon obvinil organizátory z napomáhání některým jezdcům. Visentini se v podobném duchu také vyjádřil na veřejnosti.
Během sezóny 1984 vyhrál také etapu na Tirrenu–Adriatiku a prolog závodu Giro del Trentino. V roce 1985 měl Visentini dobře nakročeno k vítězství na Giru d'Italia poté, co závod vedl po 9 etap, avšak omemocněl a musel odstoupit ze závodu, čímž umožnil Bernardu Hinaultovi získat třetí vítězství na Giru.
Visentini vyhrál Giro d'Italia 1986, kdy se mu povedlo porazit bývalé vítěze Giuseppe Saronniho a Francesca Mosera o minutu, respektive 2 minuty, a také porazil Grega LeMonda, jenž dokončil na 4. místě. Visentini vyhrál 6. etapu a růžový dres získal po 16. etapě. Své vedení pak úspěšně uhájil až do cíle.

### Kontroverze na Giru 1987
Na Giru 1987 se stal Visentini součástí jedné z největších kontroverzí italské cyklistiky 80. let. Visentini, jenž závodil za tým Carrera Jeans–Vagabond, získal růžový dres pro lídra celkového pořadí od svého týmového kolegy Stephena Roche poté, co vyhrál individuální časovku. O dva dny později v horské etapě Roche zaútočil i přes rozkaz týmu neútočit na Visentiniho. Tým Carrera se jal stíhat společně se zbytkem pelotonu Roche, zatímco Visentini zůstal sám bez týmovým kolegů. Ačkoliv se snažil náskok stáhnout, tak dojel do cíle se ztrátou několika minut za Rochem, jenž se vrátil zpět do vedení. Zásadním v této situaci bylo to, že když Visentini získal růžový dres od Roche v 13. etapě, tak to bylo v individuální časovce, v níž se musí každý jezdec spolehnout pouze na své vlastní schopnosti. Roche však růžový dres získal díky sólo útoku na svého týmového kolegu, místo toho, aby mu pomáhal. O několik dní později se Visentini rozhodl odstoupit ze závodu.
Roche opustil tým Carrera, díky čemuž se Visentini stal hlavním lídrem týmu, ale už nebyl schopen závodit na top úrovni. Jeho kariéra skončila v roce 1990 s 18 vítězstvími pod jeho jménem.

## Hlavní výsledky
1975
Mistrovství světa
 vítěz juniorského silničního závodu
Národní šampionát
 vítěz juniorského silničního závodu
vítěz Trofeo Marastoni
vítěz Gran Premio Palio del Recioto
1976
vítěz Trofeo Amedeo Guizzi
1977
Trophée Peugeot de l'Avenir
3. místo celkově
1978
Cronostaffetta
 celkový vítěz
vítěz etapy 1b (ITT)
Giro d'Italia
 vítěz soutěže mladých jezdců
3. místo Giro di Romagna
4. místo Tre Valli Varesine
8. místo Trofeo Pantalica
8. místo GP Industria & Artigianato
1979
vítěz Circuit of Faenza
Ruota d'Oro
3. místo celkově
3. místo Giro di Romagna
4. místo Trofeo Pantalica
Giro del Trentino
5. místo celkově
Giro di Puglia
5. místo celkově
Giro d'Italia
10. místo celkově
1980
Vuelta a España
vítěz prologu a etapy 16b (ITT)
Giro di Sardegna
3. místo celkově
Cronostaffetta
3. místo celkově
7. místo Trofeo Laigueglia
Giro d'Italia
9. místo celkově
1981
Giro del Trentino
 celkový vítěz
4. místo Coppa Placci
Giro d'Italia
6. místo celkově
8. místo Giro di Toscana
10. místo Giro dell'Etna
1982
vítěz Monte Pora
vítěz Trofeo Baracchi (společně s Danielem Gisigerem)
5. místo Giro di Toscana
Ruota d'Oro
6. místo celkově
7. místo Coppa Placci
Tour de Suisse
8. místo celkově
Giro del Trentino
9. místo celkově
1983
Tirreno–Adriatico
celkový vítěz
vítěz Ruota d'Oro
Giro d'Italia
2. místo celkově
vítěz 22. etapy (ITT)
Kolem Baskicka
2. místo celkově
Tour de Romandie
7. místo celkově
7. místo Trofeo Laigueglia
1984
Giro d'Italia
vítěz 13. etapy
Giro del Trentino
vítěz prologu
Tirreno–Adriatico
3. místo celkově
vítěz 6. etapy (ITT)
1986
Giro d'Italia
 celkový vítěz
vítěz 6. etapy
vítěz Milán–Vignola
2. místo Giro di Campania
2. místo Giro di Toscana
6. místo Coppa Ugo Agostoni
Tirreno–Adriatico
7. místo celkově
1987
Giro d'Italia
vítěz prologu a etap 3 (TTT) a 13 (ITT)
Giro di Puglia
2. místo celkově
1989
Critérium International
8. místo celkově

### Výsledky na Grand Tours
| Grand Tour      | 1978 | 1979 | 1980 | 1981 | 1982 | 1983 | 1984 | 1985 | 1986 | 1987 | 1988 | 1989 | 1990 |
| --------------- | ---- | ---- | ---- | ---- | ---- | ---- | ---- | ---- | ---- | ---- | ---- | ---- | ---- |
| Giro d'Italia   | 15   | 10   | 9    | 6    | DNF  | 2    | 18   | DNF  | 1    | DNF  | 13   | —    | 26   |
| Tour de France  | —    | —    | —    | —    | —    | —    | DNF  | 49   | —    | —    | 22   | —    | —    |
| Vuelta a España | —    | —    | 15   | —    | —    | —    | —    | —    | —    | —    | —    | —    | DNF  |

| —   | Nezúčastnil se |
| DNF | Nedokončil     |